# Angelo Ferni

Angelo und Thérèse Ferni, Fotograf André Adolphe-Eugène Disdéri

Angelo Ferni (* 1845; † 1916) war ein italienischer Geiger.

## Leben und Wirken
Ferni war der Sohn der Schauspielerin und Sängerin Francesca Ferni und des Cellisten Antonio Ferni. Gemeinsam mit seiner Schwester Teresa Ferni wurde er zunächst von seinem Vater unterrichtet und war dann in Turin Schüler von Giuseppe Gamba und in Paris von Jean-Delphin Alard, Charles-Auguste de Bériot und Henri Vieuxtemps. In den 1850er Jahren trat er mit seinen Eltern, seiner Schwester Teresa und dem Bruder Giovanni Ferni in der Schweiz auf. Eine weitere Schwester, Virginia Ferni-Germano, wurde als Sängerin bekannt. Bei den Schwestern Carolina Ferni-Giraldoni und Virginia Ferni-Teja, die gleichfalls als Geigerinnen bekannt waren, handelt es sich um Cousinen Angelo Fernis.
1858 waren Angelo und Teresa Ferni am Théâtre-Italien in Paris engagiert, wo sie in der Saison 1858–59 erfolgreich konzertierten. In den 1860er Jahren traten beide erneut in der Schweiz auf. Zu ihrem Repertoire gehörten neben französischen und italienischen Violinstücken vor allem Opernparaphrasen und Werke wie Heinrich Wilhelm Ernsts Carneval. Später unterrichtete Ferni Violine am Konservatorium von Neapel. Zu seinen Schülern zählten Alberto Curci und Franco Tufari. Der Komponist Marco Enrico Bossi widmete ihm sein Adagio As-Dur für Orgel und Violine.